# Saint-Saturnin-du-Bois
Saint-Saturnin-du-Bois – miejscowość i gmina we Francji, w regionie Nowa Akwitania, w departamencie Charente-Maritime.
Według danych na rok 1990 gminę zamieszkiwało 685 osób, a gęstość zaludnienia wynosiła 27 osób/km² (wśród 1467 gmin regionu Poitou-Charentes Saint-Saturnin-du-Bois plasuje się na 443. miejscu pod względem liczby ludności, natomiast pod względem powierzchni na miejscu 248.).